# Tôm hùm Mỹ
Tôm hùm Mỹ hay Tôm hùm châu Mỹ (danh pháp hai phần: Homarus americanus), là một loài tôm hùm được tìm thấy ở bờ biển Đại Tây Dương Bắc Mỹ, chủ yếu là từ Labrador đến New Jersey. Trong phạm vi Bắc Mỹ, nó còn được gọi là 'tôm hùm phía Bắc' hoặc 'tôm hùm Maine'. Nó có hai càng lớn với thân mình mạnh mẽ, một cặp râu dài và bốn cặp chân, có thể đạt chiều dài cơ thể 64 cm (25 in), và khối lượng trên 20 kilôgam (44 lb), làm cho nó là loài giáp xác nặng nhất trên thế giới. Loài gần gũi của nó gần nhất là tôm hùm châu Âu (Homarus gammarus), có thể được phân biệt bởi màu sắc của nó và thiếu gai trên mặt dưới của rostrum. Tôm hùm Mỹ thường xanh màu xanh lá cây sang màu nâu với các gai màu đỏ, nhưng một số biến thể màu sắc đã được quan sát thấy.

## Phân bố
Homarus americanus phân bố dọc theo bờ biển Đại Tây Dương của Bắc Mỹ, từ Labrador ở phía bắc tới Cape Hatteras, Bắc Carolina ở phía nam. Chúng sống trong vùng biển lạnh, nhiệt độ môi trường từ 2-20 độ C. Ở phía nam New Jersey thì loài này không phổ biển, và lượng tôm hùm đánh bắt đưa vào bờ ở Delaware, Maryland, Virginia và Bắc Carolina thường chỉ chiếm ít hơn 0,1% lượng tôm đánh bắt đưa vào bờ. Một cái càng hóa thạch được cho là của Homarus americanus đã được tìm thấy ở Nantucket, có niên đại từ thế Pleistocen.

## Chu kì sống
Chu trình giao phối chỉ diễn ra vào tháng 7, 8 hàng năm, không lâu sau khi tôm hùm cái thay vỏ. Ấu trùng được sinh nở tháng 5, 6 năm sau. Ấu trùng sinh ra dài khoảng 8,5mm, trong suốt. Ấu trùng liên tục thay vỏ để trường thành, tỉ lệ sống là 1/1000 đến giai đoạn trưởng thành. 
Tôm hùm trưởng thành chìm xuống đáy đại dương để tiếp tục phát triển theo lối sống sinh vật đáy. Cường độ thay vỏ chậm dần, từ 10 lần/năm đến 1 lần/nhiều năm. Sau 1 năm, chiều dài đạt từ 25-28mm. Sau 6 năm trọng lượng đạt 450gr. Một cá thể có thể thay vỏ từ 25-27 lần trong đời.

## Hiệu quả kinh tế
Tôm hùm châu Mỹ là một món ăn được ưa chuộng. Ngành công nghiệp đánh bắt tôm hùm châu Mỹ ước tính khoảng 3 tỷ đô la Mỹ hàng năm với 360 triệu tấn. Chúng chủ yếu được đánh bắt theo mùa ở Mỹ và Canada. Trong đó, Canada nắm giữ 60% thị phần và Mỹ là 40%.
Tôm hùm châu Mỹ được xuất khẩu khắp thế giới dưới dạng đông lạnh/chế biến (75%) hoặc tươi sống (25%) và luôn giữ vai trò quan trọng trong nền công nghiệp du lịch của các nước nhập khẩu.

## Hình ảnh

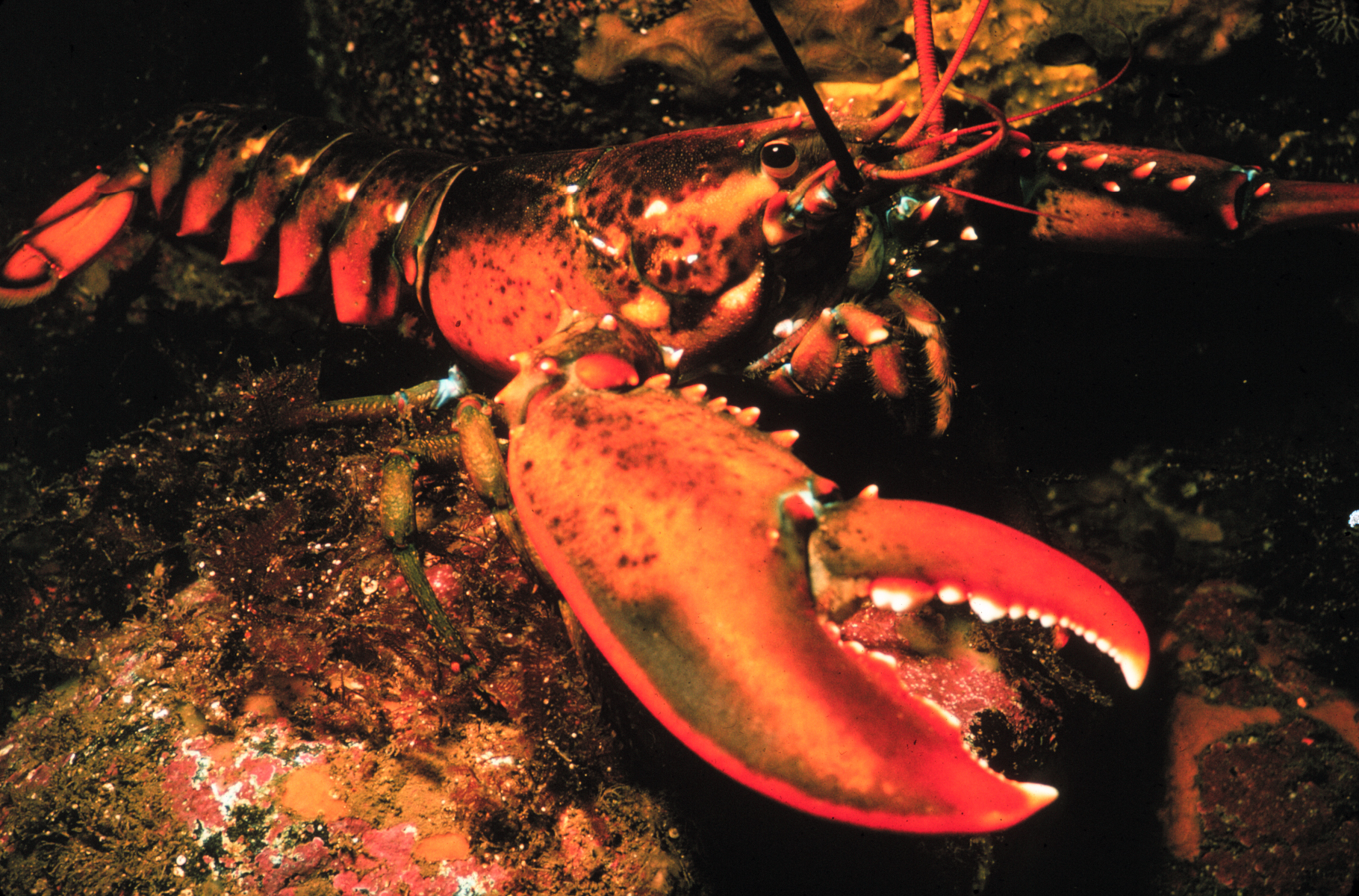
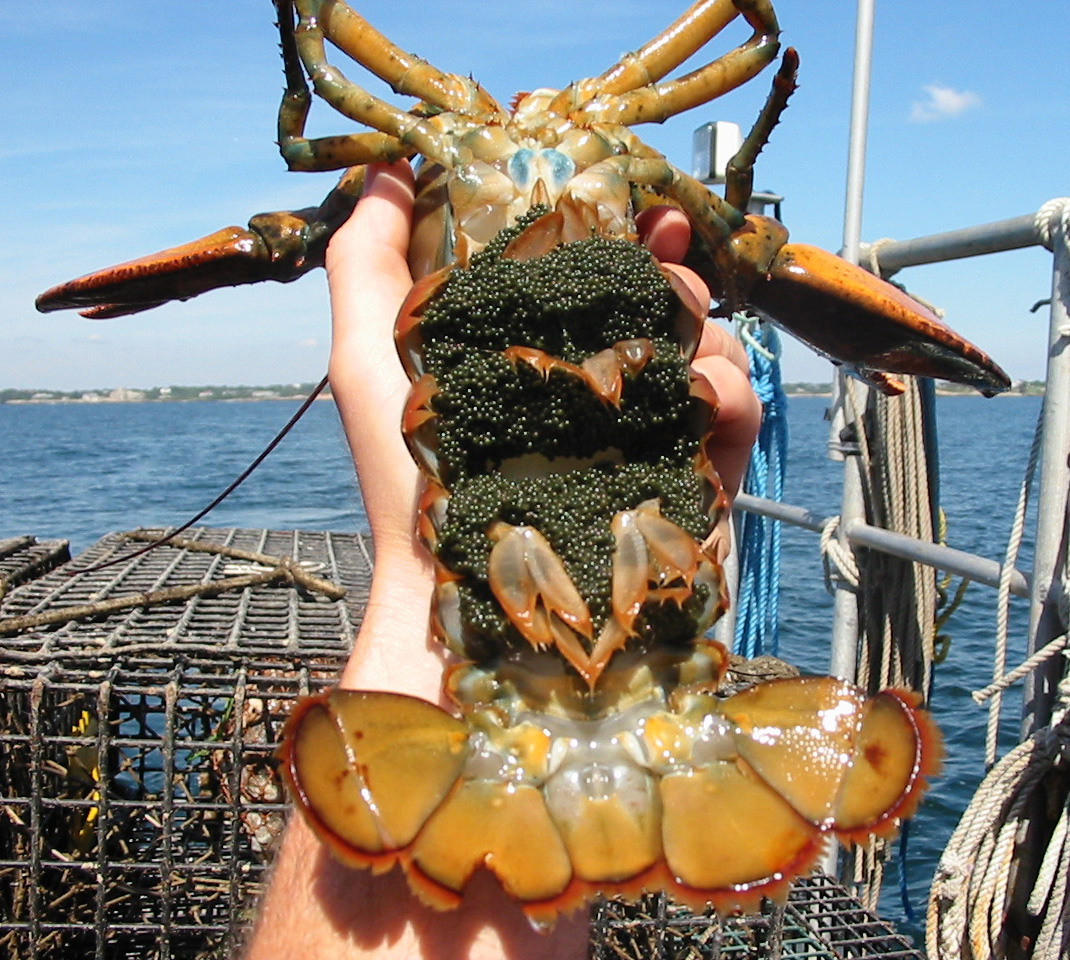
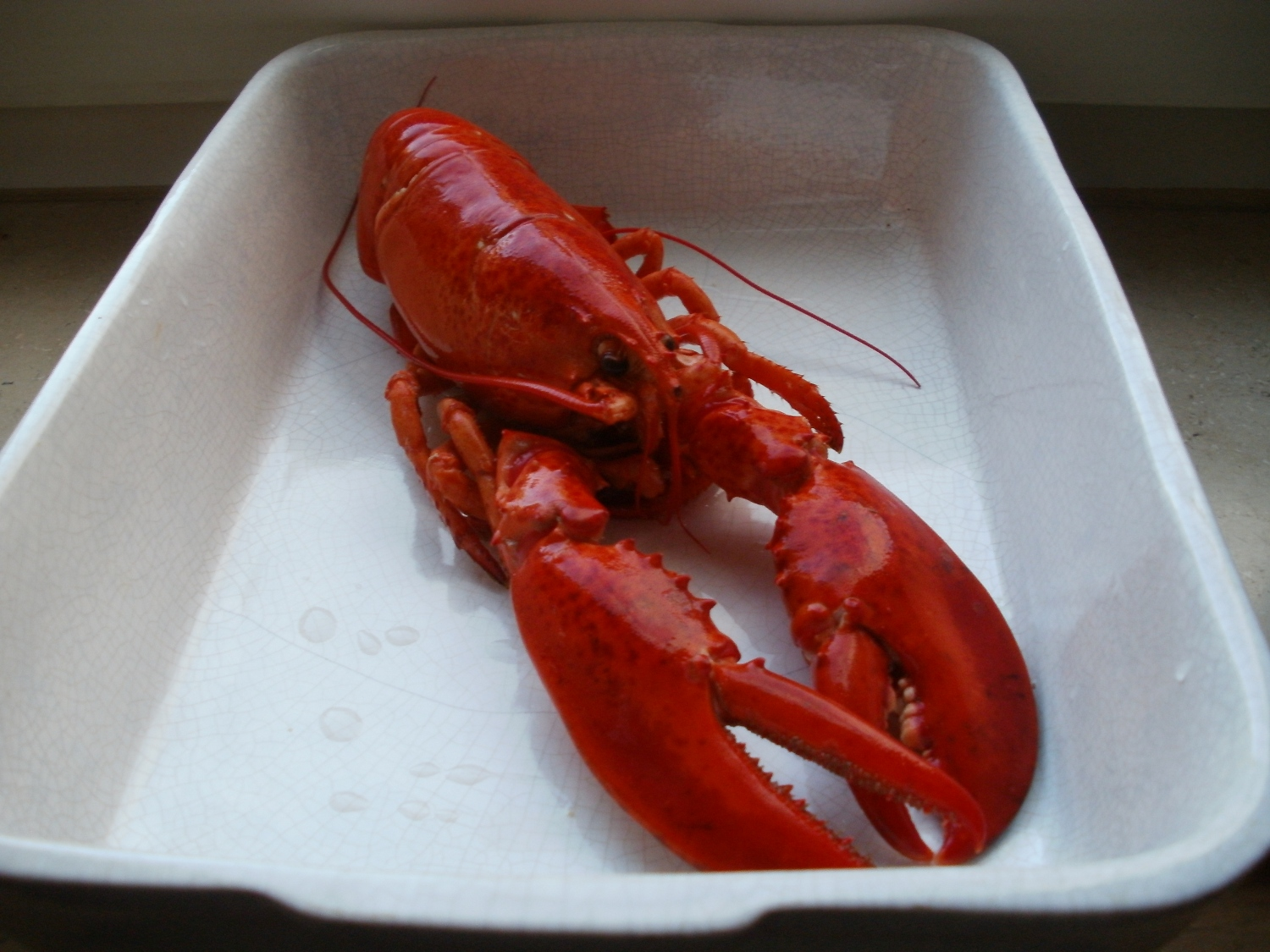